# Tobias Fornier
Tobias Fornier es un municipio filipino de cuarta clase, perteneciente a la provincia de Antique, en las Bisayas Occidentales.

## Historia
El pueblo, fundado en 1798, se conoció hasta 1978 como «Dao». Hacia mediados del siglo XIX, el lugar tenía contabilizada una población de 4615 habitantes, repartidos en 769 casas. Aparece descrito en el segundo volumen del Diccionario geográfico, estadístico, histórico de las Islas Filipinas (1851) de Manuel Buzeta Núñez y Felipe Bravo con las siguientes palabras:

DAO: pueblo con cura y gobernadorcillo en la isla de panay, prov. de Antique, dióc. de Cebú: se halla sit. en los 125° 40' 30" long., 10° 43' 30" lat., en terreno llano, inmediato á la orilla del mar, y su clima es templado ys aludable. Se fundó este pueblo en 1798, y en el dia tiene como unas 769 casas, en general de sencilla construccion, distinguiéndose entre ellas la casa parroquial y la llamada tribunal ó de justicia, donde se halla la carcel. Hay una escuela de primeras letras, á la que concurren muchos alumnos, la cual está dotada de los fondos de comunidad; é igl. parr., bajo la advocacion de San Nicolás de Tolentino, servida por un cura regular: junto á la igl. se halla el cementerio, que es bastante capaz y ventilado, y contiene algunas galerías de nichos. Los caminos no son muy buenos, en particular el que conduce á Anini, que es bastante malo. El term. confina con el del pueblo de Antique (á 5 leg.); con el de Anini (á 2 id.), y con el de San José de Buenavista, cap. ó cabecera de la prov. (á 4 leg). El terreno es bastante fértil; pues se halla regado por varios riach. que se desprenden de los montes que cruzan por su término. prod. arroz, maiz, cacao, tabaco, algodon, legumbres y frutas. La ind. consiste en la agricultura y en el tejido de algunas telas, que fabrican sus hab. aprovechando para ellas el añil, con el que las tiñen. El comercio es de muy poca importancia, porque el arroz, que es lo principal en que comercian todos estos pueblos, no escede mucho de lo que necesita éste para su consumo; así es que todo consiste en la esportacion del corto sobrante de sus productos agrícolas y fabriles, y la importacion de aquellos articulos de que carecen. pobl. 4,615 alm., 1,065 trib., que ascienden á 10,650 rs. plata, equivalentes á 26,625 rs. vn.
(Buzeta y Bravo, 1851, p. 10)

En 2020, tenía censados 33 816 habitantes.